# 550.ª Divisão de Granadeiros
A 550ª Divisão de Granadeiros (em alemão:550. Grenadier-Division) foi uma unidade militar que serviu no Exército alemão durante a Segunda Guerra Mundial. A divisão foi formada no mês de julho de 1944 e foi logo em seguida absorvida pela 31ª Divisão de Granadeiros.

## Comandantes
| Comandante               | Data                                      |
| ------------------------ | ----------------------------------------- |
| Generalmajor Ernst König | 11 de julho de 1944 - 22 de julho de 1944 |

## Área de operações
| Alemanha | julho de 1944 |

## Ordem de Batalha
Grenadier-Regiment 1100
Grenadier-Regiment 1111
Grenadier-Regiment 1112
Artillerie-Regiment 1550
Füsilier-Kompanie 550
Divisionseinheiten 1550